# Medora (Dakota del Nord)
Medora è un comune (city) degli Stati Uniti d'America e capoluogo della contea di Billings nello Stato del Dakota del Nord. Si tratta dell'unico luogo incorporato della contea. In questa città si trova il Little Missouri National Grassland. La popolazione era di 112 abitanti al censimento del 2010. Fa parte dell'area micropolitana di Dickinson.

## Geografia fisica
Medora è situata a 46°54′51″N 103°31′30″W (46.914258, -103.524942).
Secondo lo United States Census Bureau, ha un'area totale di 0,37 miglia quadrate (0,96 km²).

## Storia
Medora venne fondata nel 1883 lungo la linea ferroviaria transcontinentale della Northern Pacific Railway dal nobile francese il Marchese di Morès, che diede alla città questo nome in onore di sua moglie, Medora von Hoffman. L'intento del marchese era quello di creare un deposito della carne da inviare via ferrovia a Chicago. Come propria residenza inoltre fece costruire il Chateau de Mores, che attualmente è adibito a museo.

## Società

### Evoluzione demografica
Secondo il censimento del 2010, la popolazione era di 112 abitanti.

### Etnie e minoranze straniere
Secondo il censimento del 2010, la composizione etnica della città era formata dal 93,8% di bianchi, l'1,8% di nativi americani, il 3,6% di asiatici, e lo 0,9% di due o più etnie.